# Record de Tunisie du 20 kilomètres marche
Le record de Tunisie du 20 kilomètres marche est actuellement détenu par Hatem Ghoula chez les hommes, en 1 h 19 min 2 s, et par Chahinez Nasri chez les femmes, en 1 h 32 min 20 s.

## Hommes
| Athlète      | Performance    | Club                     | Lieu             | Date        |
| Hatem Ghoula | 1 h 19 min 2 s | Étoile sportive du Sahel | Eisenhüttenstadt | 10 mai 1997 |

## Femmes
| Athlète        | Performance     | Club                               | Lieu    | Date       |
| Chahinez Nasri | 1 h 32 min 20 s | Club sportif de la Garde nationale | Taicang | 5 mai 2018 |